# Fäbodtjärnen (Boteå socken, Ångermanland)
Fäbodtjärnen är en sjö i Sollefteå kommun i Ångermanland och ingår i Ångermanälvens huvudavrinningsområde.